# Гарам (посёлок)
Гара́м — посёлок в Еравнинском районе Бурятии. Входит в сельское поселение «Сосново-Озёрское».

## География
Расположен в 9 км к северо-западу от районного центра, села Сосново-Озёрское, на юго-западном берегу Большого Еравного озера.

## Население
| 2002 | 2010 |
| ---- | ---- |
| 220  | ↘208 |

## Экономика
Осенью 1933 года организуется Еравнинский госрыбзавод Востсибтреста. Контора рыбозавода до 1942 года находилась в Укыре, после чего переехала в село Сосново-Озёрское. В 1942 году были созданы рыбоперерабатывающие пункты Гарам (1 июня 1942 года), Тулдун, Малая Еравна, Исинга. В селе Гарам было переоборудовано большое складское помещение в цех посола и вяления рыбы. Была построена специальная печь с сушильными камерами для приготовления рыбных концентратов.
В 1940-1950-е годы шло активное развитие всех рыбообрабатывающих пунктов Еравнинского госрыбзавода. К концу 1950-х годов это уже были сформировавшиеся населённые пункты с наличием необходимого жилого фонда. В 1970-1980-е годы шло строительство Озёрного товарного рыбного хозяйства (ТРХ), которое было завершено в 1989 году. Были построены переливные дамбы на озёрах Большая и Малая Еравна, Исинга и насосные станции на водоёмах по подращиванию молоди пеляди. В Гараме построены садковая база и котельная. 
В 1992 году рыбозавод был реорганизован в открытое акционерное общество ОАО «Нептун». В Гараме был построен новый рыбный склад, коптильный цех, два морозильника, конюшня, сетесклад .